# Ziegenhain (Schwalmstadt)
Die ehemalige Residenz- und Kreisstadt Ziegenhain ist seit dem 31. Dezember 1970 ein Stadtteil von Schwalmstadt im nordhessischen Schwalm-Eder-Kreis.

## Geografie

### Geografische Lage
Ziegenhain liegt an den Bundesstraßen 454 und 254 westlich des Knüllgebirges in der Landschaft Schwalm am Mittellauf des Eder-Zuflusses Schwalm.
Zum Hochwasserschutz wurde westlich und südöstlich des Ortskerns das Hochwasserrückhaltebecken Treysa-Ziegenhain an der Schwalm angelegt.

### Nachbargemeinden
Im Westen grenzt der Ort an Ascherode, im Nordosten an Rörshain, im Osten an Niedergrenzebach, im Südosten an Trutzhain (alles Stadtteile von Schwalmstadt), im Süden an die Willingshäuser Ortsteile Steina, Loshausen und Ransbach.

## Geschichte

### Mittelalter

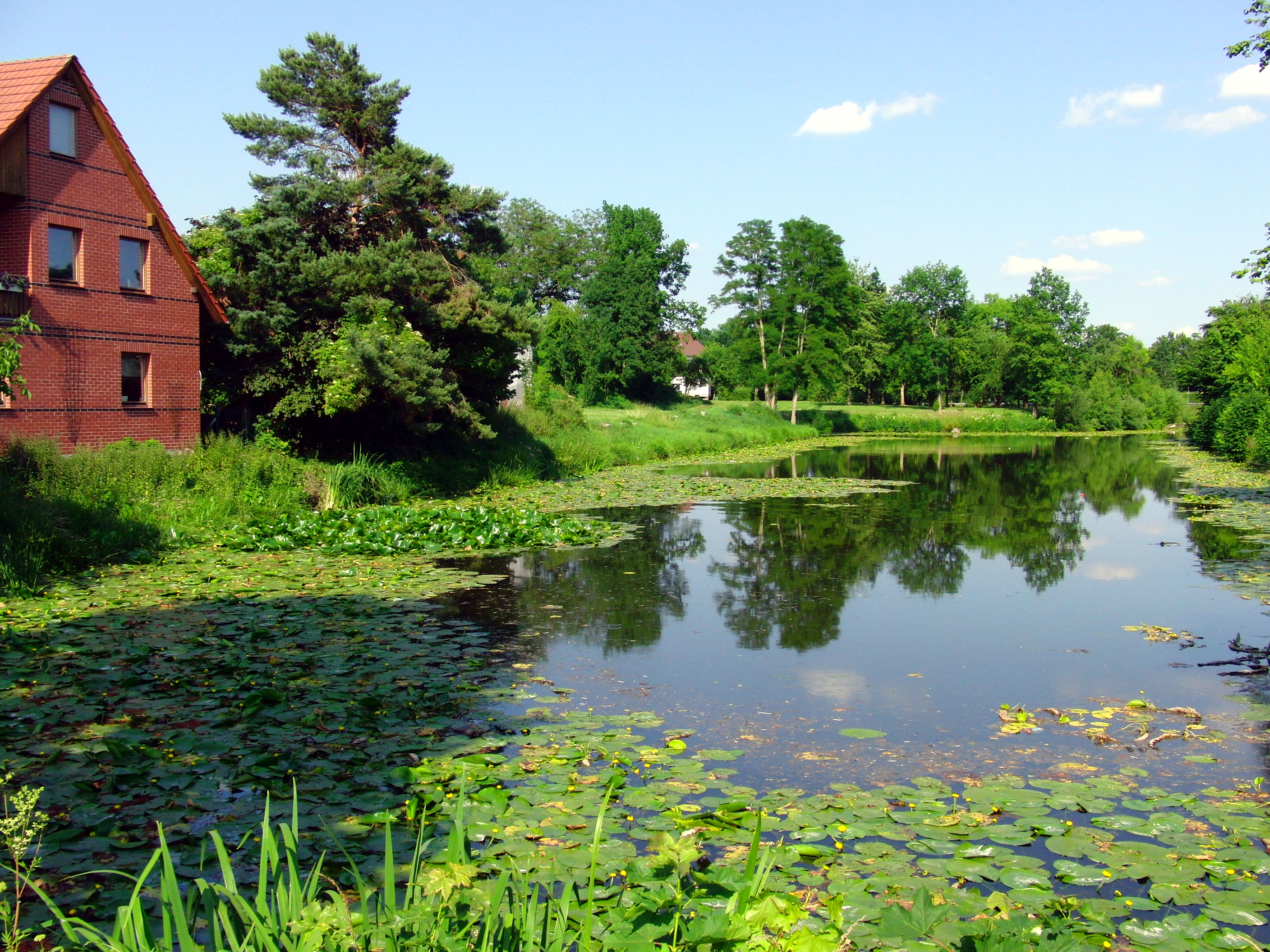
Der Wallgraben, Bestandteil der ehemaligen Wasserfestung

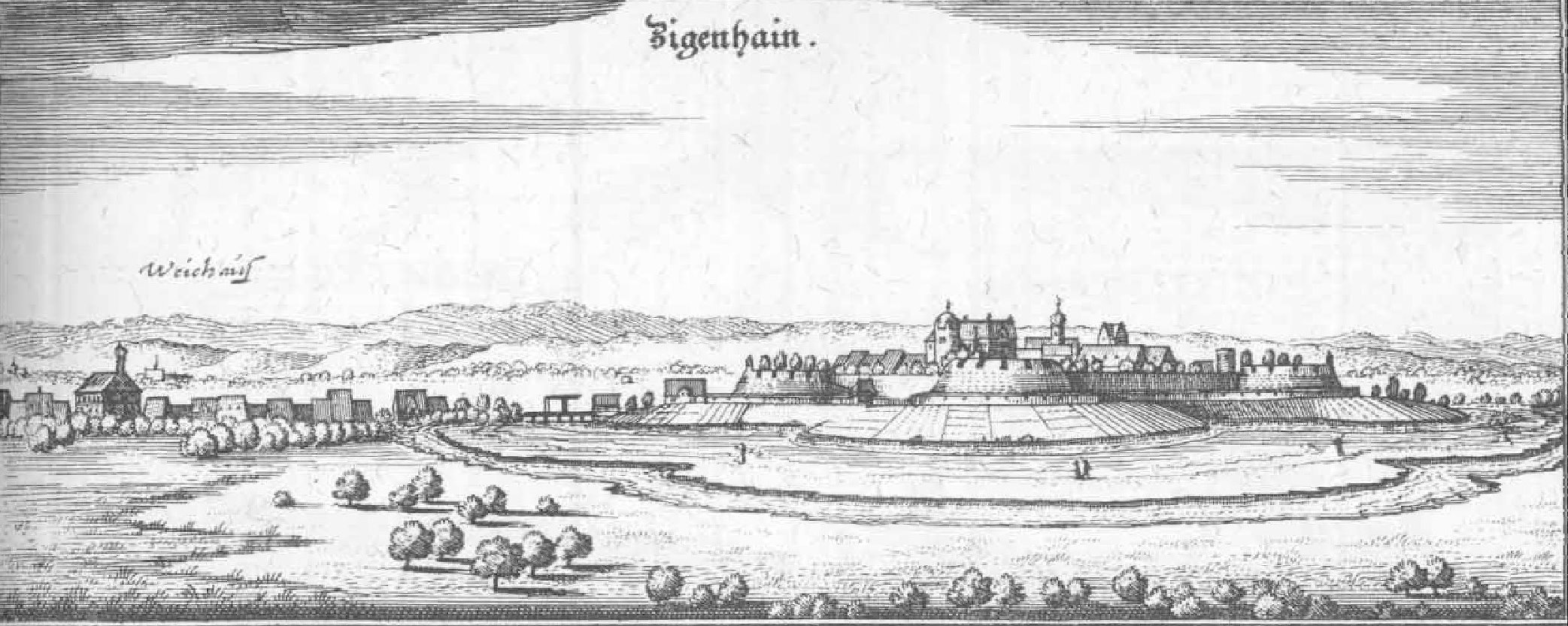
Ziegenhain (rechts) und Weichaus (links) in der Topographia Hassiae von Matthäus Merian 1655

Ziegenhain entstand im 11. Jahrhundert zur Sicherung eines Übergangs über die Schwalm. Die Grafen von Cigenhagen wurden 1144 zum ersten Mal urkundlich genannt. 1275 erhielt Ziegenhain das Stadtrecht.
Nach dem Tod von Johann II., dem letzten Grafen von Ziegenhain, im Jahre 1450 fiel die Grafschaft und mit ihr die Stadt Ziegenhain an die Landgrafschaft Hessen. Graf von Ziegenhain ist noch heute Bestandteil der Titulatur im hessischen Fürstenhaus.
Landgraf Ludwig II. („der Freimütige“) von Hessen ließ die Burg in Ziegenhain 1470 zu einem Schloss umbauen. Sein Enkel Philipp I. ließ sie von 1537 bis 1548 zu einer Wasserfestung ausbauen, und diese galt bis zu ihrer durch Napoleon verfügten Schleifung 1807 als hessische Hauptfestung.

### Frühe Neuzeit und 19. Jahrhundert
Östlich des befestigten Stadtbezirks entstand die Vorstadt Weichaus, die gegen Ende des 16. Jahrhunderts bereits nach Anzahl der Haushaltungen größer als Ziegenhain war. Die beiden Stadtteile wuchsen durch weitere Bebauung im Laufe der Jahre zusammen.

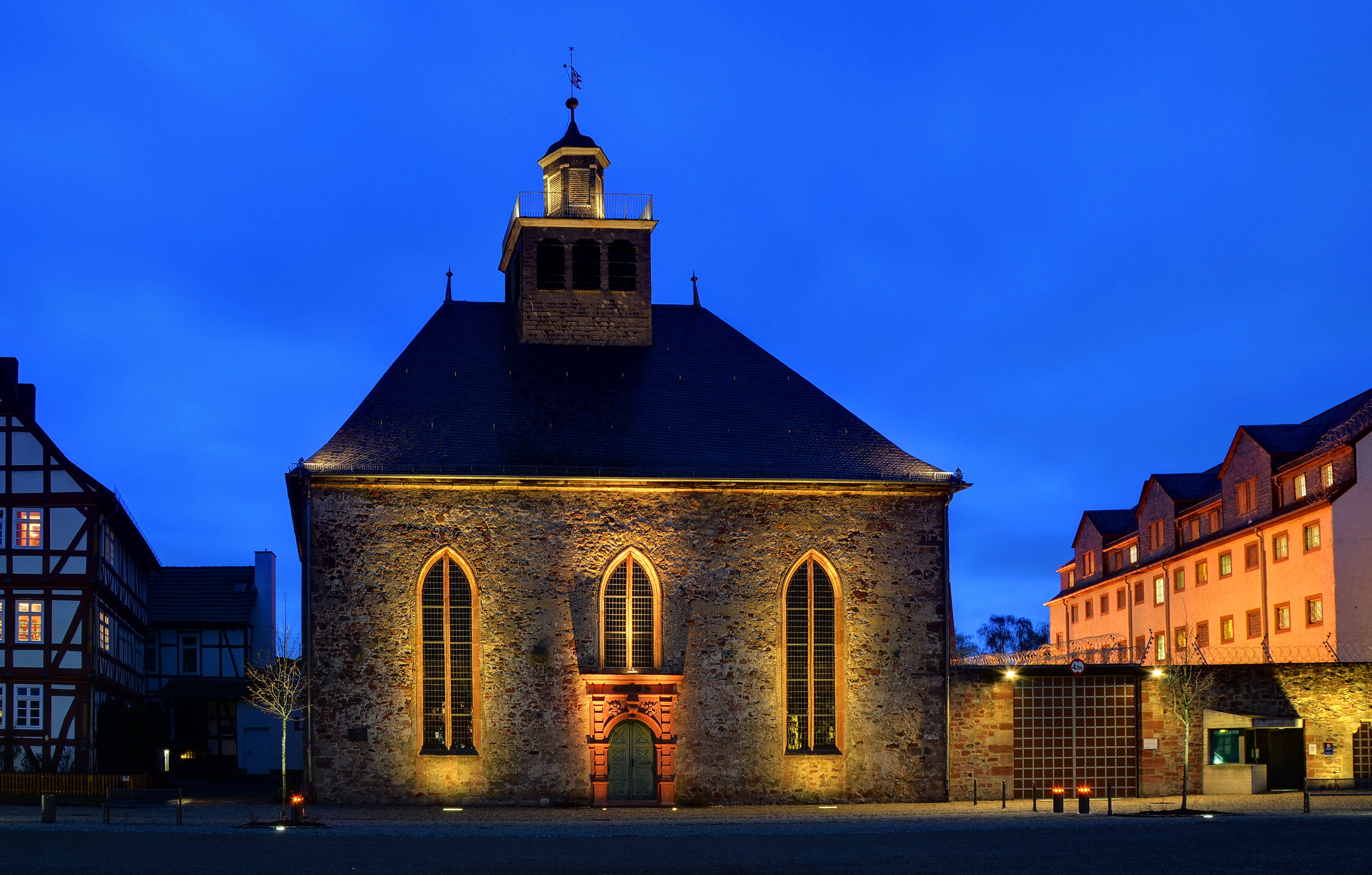
Die Stadtkirche Ziegenhain

Im Jahre 1538 trat in Ziegenhain auf Anregung des Straßburger Reformators Martin Bucer eine Versammlung zusammen, die 1539 die sogenannte Ziegenhainer Zucht- und Ältestenordnung beschloss. Mit dieser Kirchenzuchtordnung wurde die Konfirmation und das Amt des Kirchenvorstehers in der Landgrafschaft Hessen eingeführt. In Erinnerung daran wurde auf Antrag der Stadt Schwalmstadt am 31. Oktober 2017 dem Ort durch den hessischen Europastaatssekretär Mark Weinmeister die Sonderbezeichnung „Konfirmationsstadt Schwalmstadt“ verliehen.
Von einer wirtschaftlichen Blüte zeugt die Tätigkeit von Goldschmieden zwischen etwa 1680 und 1790 in Ziegenhain.
Im Jahr 1728 lud Landgraf Karl die Schwälmer Bauern nach Ziegenhain zu einem Kartoffel- und Salatessen ein, um sie vom Kartoffelanbau zu überzeugen. Zur Erinnerung daran findet seither am zweiten Wochenende nach Pfingsten die Ziegenhainer Salatkirmes statt.
Im Siebenjährigen Krieg musste die hessische Armee während des Vormarsches französischer Truppen die Festung Ziegenhain räumen. Bei einem missglückten hessischen Rückeroberungsversuch wurde 1761 die Festung in Brand geschossen und dabei wurden 47 Gebäude zerstört. Erst 1762 gelang die Rückeroberung.
Während der Zeit des napoleonischen Königreichs Westphalen (1807–1813) war Ziegenhain Hauptort des Kantons Ziegenhain und Sitz des dortigen Friedensgerichts. 1821 wurde Ziegenhain Kreisstadt des gleichnamigen Kreises. Bis 1943 bestand das Amtsgericht Ziegenhain.

### 20. Jahrhundert bis heute
Von der Salatkirmes des Jahres 1934 ist Filmmaterial bis heute erhalten.

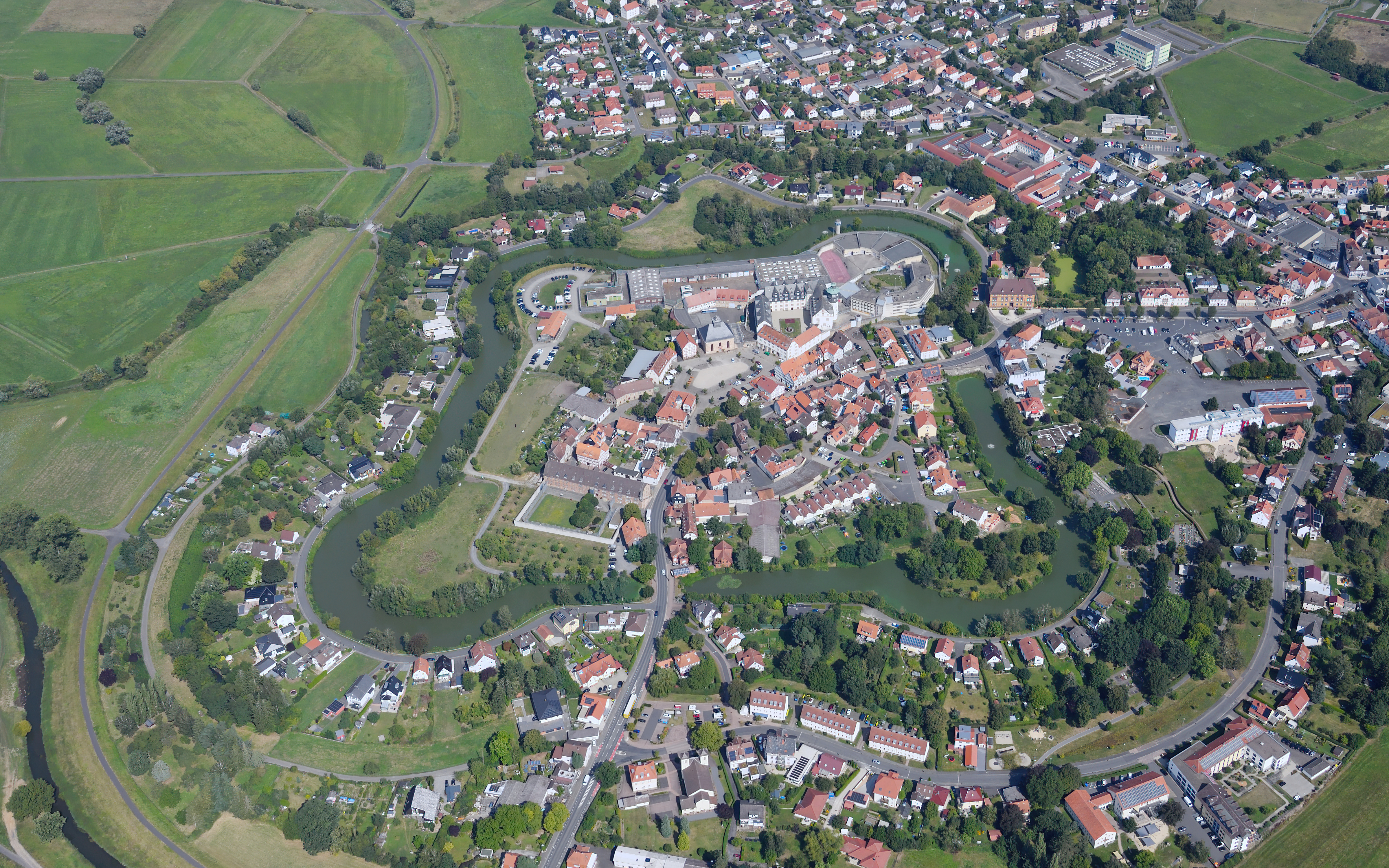
Wasserfestung Ziegenhain

1939 entstand das Stammlager IX A, das nach dem Zweiten Weltkrieg als Durchgangslager für Displaced Persons diente und auf dessen Areal 1951 die Ortschaft Trutzhain angelegt wurde.
Im Zuge der Gebietsreform in Hessen fusionierten zum 31. Dezember 1970 die beiden Städte Treysa und Ziegenhain mit den umliegenden bis dahin selbständigen Gemeinden Ascherode, Florshain, Frankenhain, Niedergrenzebach, Rommershausen und Trutzhain auf freiwilliger Basis zur neuen Stadt Schwalmstadt. Dadurch wurde Ziegenhain ein Stadtteil von Schwalmstadt. Schwalmstadt übernahm somit von Ziegenhain die Funktion der Kreisstadt, verlor diese aber an Homberg, als die Landkreise Ziegenhain, Melsungen und Fritzlar-Homberg am 1. Januar 1974 zum Schwalm-Eder-Kreis zusammengelegt wurden. Für die ehemals eigenständigen Städte und Gemeinden von Schwalmstadt wurde je ein Ortsbezirk mit Ortsbeirat und Ortsvorsteher nach der Hessischen Gemeindeordnung gebildet. Der Verwaltungssitz der Stadt Schwalmstadt teilt sich zwischen den Rathäusern von Treysa und Ziegenhain auf.

### Verwaltungsgeschichte im Überblick
Die folgende Liste zeigt die Staaten und Verwaltungseinheiten, denen Ziegenhain angehört(e):
- vor 1450: Heiliges Römisches Reich, Grafschaft Ziegenhain (Gericht auf den Wasen)
- ab 1450: Heiliges Römisches Reich, Landgrafschaft Hessen, Amt Ziegenhain
- ab 1567: Heiliges Römisches Reich, Landgrafschaft Hessen-Kassel, Amt Ziegenhain[11]
- 1623–1636: Heiliges Römisches Reich, Landgrafschaft Hessen-Darmstadt (Pfandschaft), Amt Ziegenhain
- ab 1806: Landgrafschaft Hessen-Kassel,[Anm. 2] Grafschaft Ziegenhain, Amt Ziegenhain
- 1807–1813: Königreich Westphalen,[Anm. 3] Departement der Werra, Distrikt Hersfeld, Kanton Ziegenhain
- ab 1814: Kurfürstentum Hessen,[Anm. 4] Amt Ziegenhain[12]
- ab 1821/22: Kurfürstentum Hessen, Provinz Oberhessen, Kreis Ziegenhain[13][Anm. 5]
- ab 1848: Kurfürstentum Hessen, Bezirk Fritzlar
- ab 1851: Kurfürstentum Hessen, Provinz Oberhessen, Kreis Ziegenhain
- ab 1867: Königreich Preußen, Provinz Hessen-Nassau, Regierungsbezirk Kassel, Kreis Ziegenhain
- ab 1871: Deutsches Reich,[Anm. 6]  Königreich Preußen, Provinz Hessen-Nassau, Regierungsbezirk Kassel, Kreis Ziegenhain
- ab 1918: Deutsches Reich, Freistaat Preußen, Provinz Hessen-Nassau, Regierungsbezirk Kassel, Kreis Ziegenhain
- ab 1944: Deutsches Reich, Freistaat Preußen, Provinz Kurhessen, Landkreis Ziegenhain
- ab 1945: Deutsches Reich, Amerikanische Besatzungszone,[Anm. 7] Groß-Hessen, Regierungsbezirk Kassel, Landkreis Ziegenhain
- ab 1946: Deutsches Reich, Amerikanische Besatzungszone, Hessen, Regierungsbezirk Kassel, Landkreis Ziegenhain
- ab 1949: Bundesrepublik Deutschland, Hessen, Regierungsbezirk Kassel, Landkreis Ziegenhain
- ab 1971: Bundesrepublik Deutschland, Hessen, Regierungsbezirk Kassel, Landkreis Ziegenhain, Stadt Schwalmstadt
- ab 1974: Bundesrepublik Deutschland, Hessen, Regierungsbezirk Kassel, Schwalm-Eder-Kreis, Stadt Schwalmstadt

## Bevölkerung

### Einwohnerstruktur 2011
Nach den Erhebungen des Zensus 2011 lebten am Stichtag, dem 9. Mai 2011, in Ziegenhain 4290 Einwohner. Darunter waren 270 (6,3 %) Ausländer.
Nach dem Lebensalter waren 621 Einwohner unter 18 Jahren, 1749 zwischen 18 und 49, 924 zwischen 50 und 64 und 999 Einwohner waren älter. Die Einwohner lebten in 1809 Haushalten. Davon waren 624 Singlehaushalte, 528 Paare ohne Kinder und 453 Paare mit Kindern, sowie 159 Alleinerziehende und 45 Wohngemeinschaften. In 414 Haushalten lebten ausschließlich Senioren und in 1206 Haushaltungen lebten keine Senioren.

### Einwohnerentwicklung
| Quelle: Historisches Ortslexikon |                                                 |
| • 1502:                          | 91 Bürger                                       |
| • 1585:                          | 162 Hausgesesse (mit Vorstadt Weichaus)         |
| • 1639:                          | 60 Haushaltungen in Ziegenhain, 59 in Weichaus  |
| • 1681:                          | 140 Hausgesesse (mit Weichaus)                  |
| • 1705:                          | 84 Haushaltungen in Ziegenhain, 135 in Weichaus |
| • 1747:                          | 250 Haushaltungen.                              |

| Ziegenhain: Einwohnerzahlen von 1834 bis 2024 | Ziegenhain: Einwohnerzahlen von 1834 bis 2024 | Ziegenhain: Einwohnerzahlen von 1834 bis 2024 | Ziegenhain: Einwohnerzahlen von 1834 bis 2024 | Ziegenhain: Einwohnerzahlen von 1834 bis 2024 |
| --- | --------------------------------------------- | --------------------------------------------- | --------------------------------------------- | --------------------------------------------- |
| Jahr |                                               |                                               |                                               | Einwohner                                     |
| 1834 | 1834                                          |                                               | 1.573                                         | 1.573                                         |
| 1840 | 1840                                          |                                               | 1.602                                         | 1.602                                         |
| 1846 | 1846                                          |                                               | 1.942                                         | 1.942                                         |
| 1852 | 1852                                          |                                               | 2.081                                         | 2.081                                         |
| 1858 | 1858                                          |                                               | 1.655                                         | 1.655                                         |
| 1864 | 1864                                          |                                               | 1.552                                         | 1.552                                         |
| 1871 | 1871                                          |                                               | 1.453                                         | 1.453                                         |
| 1875 | 1875                                          |                                               | 1.726                                         | 1.726                                         |
| 1885 | 1885                                          |                                               | 2.004                                         | 2.004                                         |
| 1895 | 1895                                          |                                               | 1.912                                         | 1.912                                         |
| 1905 | 1905                                          |                                               | 1.776                                         | 1.776                                         |
| 1910 | 1910                                          |                                               | 1.708                                         | 1.708                                         |
| 1925 | 1925                                          |                                               | 2.160                                         | 2.160                                         |
| 1939 | 1939                                          |                                               | 2.147                                         | 2.147                                         |
| 1946 | 1946                                          |                                               | 3.373                                         | 3.373                                         |
| 1950 | 1950                                          |                                               | 3.568                                         | 3.568                                         |
| 1956 | 1956                                          |                                               | 3.413                                         | 3.413                                         |
| 1961 | 1961                                          |                                               | 3.619                                         | 3.619                                         |
| 1967 | 1967                                          |                                               | 3.887                                         | 3.887                                         |
| 2011 | 2011                                          |                                               | 4.260                                         | 4.260                                         |
| 2016 | 2016                                          |                                               | 4.131                                         | 4.131                                         |
| 2021 | 2021                                          |                                               | 4.166                                         | 4.166                                         |
| 2024 | 2024                                          |                                               | 4.322                                         | 4.322                                         |
| Datenquelle: Historisches Gemeindeverzeichnis für Hessen: Die Bevölkerung der Gemeinden 1834 bis 1967. Wiesbaden: Hessisches Statistisches Landesamt, 1968. Weitere Quellen: LAGIS; Stadt Schwalmstadt; Zensus 2011 |                                               |                                               |                                               |                                               |

### Historische Erwerbstätigkeit
| Quelle: Historisches Ortslexikon | |
| • 1740:                          | ein Apotheker, ein Bader, zwei Bender, 19 Bäcker, drei Brauknechte, zwei Buchbinder, ein Chirurg, 16 Krämer, ein Dachdecker, zwei Färber, drei Gasthalter und Wirte, 27 Gemeinere, ein Hutmacher, ein Knopfmacher, ein Koch, 18 Leineweber, zwei Löhner, sechs Maurer, 17 Metzger, ein Musikus, ein Müller, 9 Hufschmiede, ein Kupferschmied, vier Sattler, ein Schirrmacher, 18 Schneider, 21 Schuhmacher, 6 Schreiner, zwei Seiler, ein Seifensieder, drei Strumpfweber und -stricker, ein Tabakspinner, ein Töpfer, vier Wagner, vier Wollweber und Tuchmacher, drei Zimmermeister |
| • 1838:                          | Familien: 16 Ackerbau, 235 Gewerbe, 69 Tagelöhner |
| • 1961:                          | Erwerbspersonen: 84 Land- und Forstwirtschaft, 880 Produzierendes Gewerbe, 238 Handel und Verkehr, 536 Dienstleistungen und Sonstiges |

### Historische Religionszugehörigkeit
| Quelle: Historisches Ortslexikon | |
| • 1861:                          | 1365 evangelisch-lutherische, 37 evangelisch-reformierte, 59 jüdische und 53 katholische Einwohner |
| • 1885:                          | 1630 evangelische (= 84,81 %), 200 katholische (= 10,41 %), 92 jüdische (= 4,71 %) Einwohner       |
| • 1961:                          | 2814 evangelische (= 77,76 %), 705 katholische (= 19,48 %) Einwohner                               |

### Jüdische Gemeinde
Eine Jüdische Gemeinde bestand in Ziegenhain möglicherweise bereits in der zweiten Hälfte des 13. Jahrhunderts, mit Sicherheit aber seit der zweiten Hälfte des 17. Jahrhunderts und dann bis 1938/40. Im 19. Jahrhundert zählte die Gemeinde etwa 100 Personen, nahm aber nach der Jahrhundertwende durch Abwanderung stetig ab. Im Jahre 1933 lebten noch 53 jüdische Einwohner in der Stadt.
Im Jahre 1853 wurde eine Synagoge im Stadtteil Weichaus in der Kasseler Straße 28 eingeweiht, mit einer Mikwe (rituelles Bad) im Erdgeschoss. Im an der Straße gelegenen, 1835 erbauten Vorderhaus befanden sich die Lehrerwohnung im Obergeschoss, der Schulraum und das rituelle Bad im Erdgeschoss; im 1852/53 angebauten Hintergebäude war der Betsaal mit der Frauenempore. Der Friedhof der Gemeinde befand sich im nahen Niedergrenzebach. Eine Elementarschule bestand von 1870 bis 1922 im Synagogengebäude; danach gab es nur noch eine Religionsschule. Da durch zunehmende Ab- und Auswanderung nach 1933 das Ende der Gemeinde absehbar war, wurde das Gebäude noch vor 1938 an eine christliche Familie verkauft. Dennoch wurde das Gebäude beim Novemberpogrom 1938 durch SA- und NSDAP-Leute verwüstet. Die beiden noch verbliebenen jüdischen Geschäfte und die jüdischen Wohnungen wurden demoliert, und die jüdischen Einwohner der beiden benachbarten Häuser Kasseler Straße 23 und 24 wurden misshandelt.
Von den 53 im Jahre 1933 verbliebenen jüdischen Einwohnern der Stadt starben sechs bis 1939 in Ziegenhain. Alle anderen zogen wegen der zunehmenden Entrechtung und Repressalien weg oder wanderten ganz aus Deutschland aus. Im April 1939 verließen die letzten von ihnen die Stadt. Von den in Ziegenhain geborenen und/oder längere Zeit am Ort wohnhaften jüdischen Personen fanden mindestens 34 in der NS-Zeit einen gewaltsamen Tod.

## Politik
Für Ziegenhain besteht ein Ortsbezirk (Gebiete der ehemaligen Gemeinde Ziegenhain) mit Ortsbeirat und Ortsvorsteher nach der Hessischen Gemeindeordnung.
Der Ortsbeirat besteht aus neun Mitgliedern. Bei den Kommunalwahlen in Hessen 2021 betrug die Wahlbeteiligung zum Ortsbeirat 41,19 %. Es erhielten die SPD mit 29,66 % der Stimmen drei Sitze, die CDU mit 29,61 % zwei Sitze und die „Freien Wähler“ mit 10,73 % vier Sitze. Der Ortsbeirat wählte Burkhard Walz (SPD) zum Ortsvorsteher.

## Verkehr

### Straßenverkehr

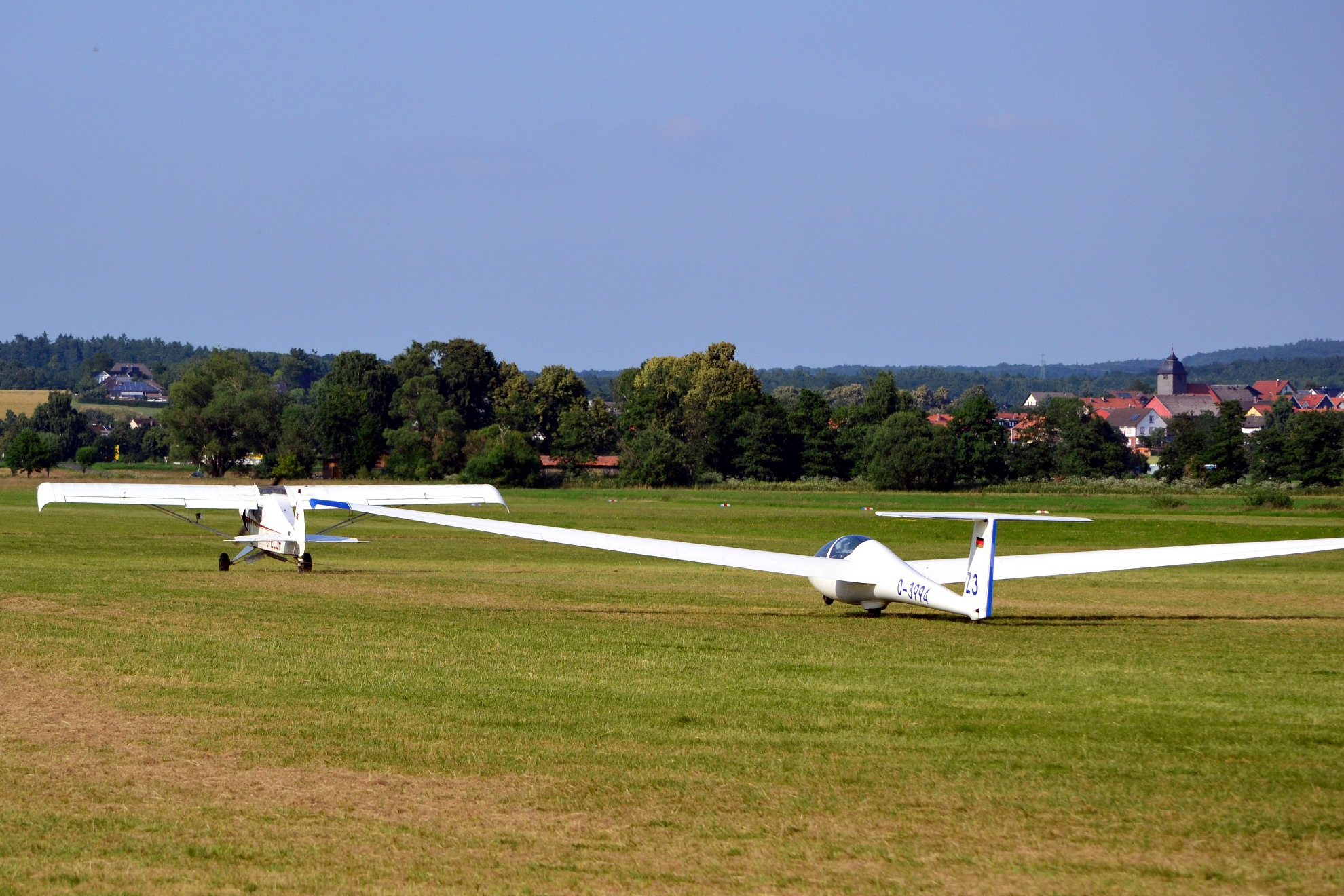
Segelfluggelände „Der Ring“ der Flugsportvereinigung Schwalm e. V.

Durch Ziegenhain verlaufen die Bundesstraßen 254 und 454, die sich in Ziegenhain kreuzen.
Der nächste Autobahnanschluss (A 49) befindet sich beim Nachbarortsteil Treysa, westlich von Ziegenhain. Die nächste Autobahnanschlussstelle Richtung Süden befindet sich bei Alsfeld an der A 5.

### Schienenverkehr
Der nächstgelegene Haltepunkt ist der Bahnhof Treysa an der Main-Weser-Bahn. Ziegenhain hatte früher einen Nordbahnhof an der Bahnstrecke Treysa–Homberg–Malsfeld (Kanonenbahn) und einen Südbahnhof an der Bahnstrecke Treysa–Neukirchen–Niederaula–Bad Hersfeld (Knüllwaldbahn). Deren Abschnitt Treysa–Wahlshausen wurde zum Bahnradweg Rotkäppchenland umgebaut; auf der Trasse Treysa–Homberg der Kanonenbahn sind derzeit (2022) keine Baumaßnahmen geplant.

### Segelfluggelände
In Ziegenhain befindet sich in einem Hochwasser-Rückhaltebecken am südöstlichen Ortsrand das Segelfluggelände Der Ring in Schwalmstadt. Dort gehen die  Flugsportvereinigung Schwalm und die Akaflieg Frankfurt dem Segelflugsport nach.

## Söhne und Töchter der Stadt
- Roswitha Aulenkamp (* 1946), Komponistin
- Carl Bantzer (1857–1941), Maler
- Friedrich Bender (1924–2008), Geologe
- Friedrich Bode (1811–1899), Mediziner, Ehrenbürger von Bad Nauheim
- Ernst Bösser (1837–1908), Architekt und Baurat
- Vincent Burek (1920–1975), expressionistischer Maler
- Adam Dietrich (1711–1782), Botaniker
- Reinhard von Gehren (1865–1930), Politiker, Landeshauptmann für die Provinz Hessen-Nassau, Mitglied des preußischen Abgeordnetenhauses
- Gereon Goldmann OFM (1916–2003), Franziskanerpater. Er war Mitglied der Waffen-SS und wurde später bekannt als der Lumpensammler von Tokio
- Philipp Jakob Hildebrand (1733–1783), Hessen-Hanauer Jägeroffizier im Amerikanischen Unabhängigkeitskrieg
- Natalie Ital (1968–2016), Fotokünstlerin
- Hans John (1911–1945), Jurist und Widerstandskämpfer gegen den Nationalsozialismus
- Heinrich Kaiser (1838–1913), Tiermediziner und Hochschullehrer
- Matthias Lesch (* 1961), Mathematiker
- August Luckhardt (1806–1884), Rechtsanwalt und Mitglied der kurhessischen Ständeversammlung
- Heinrich Nolle (1583–1626), Philosoph, Arzt und Alchemist
- Armin Pfahl-Traughber (* 1963), Politikwissenschaftler und Soziologe
- Heinrich Ruppel (1886–1974), Pädagoge und Schriftsteller
- Walter Schmidt (1812–1875), Gutsbesitzer und Mitglied der kurhessischen Ständeversammlung
- Klaus Stern (* 1968), Dokumentarfilmer
- Louis Stern (1847–1922), amerikanischer Unternehmer und Politiker
- Julius Weiffenbach (1837–1910), Jurist
- Gunther Wennemuth (* 1968), Anatom
- Konrad Widerholt (1598–1667), Kommandant im Dreißigjährigen Krieg, Verteidiger der Festung Hohentwiel
- Albert Wigand (1890–1978), Zeichner, Collagist und Maler
- Christin Ziegler (* 1989), Lehrerin und Politikerin

## Trivia
Literarische Erwähnung fand Ziegenhain in Jean Pauls Roman Hesperus oder 45 Hundposttage: Ein irrlaufender Brief von Fenk ging in dem Roman durch 15 Hände, unter anderem auch durch Ziegenhain.
Von 1975 bis 2002 existierte auf dem Areal des Klinikum Ziegenhain der Cabinenlift, eine fahrerlose Hängebahn.